# Жеребцов, Александр Александрович
Алекса́ндр Алекса́ндрович Жеребцо́в (1781, Санкт-Петербург, Российская империя — 1832, Вязьма, Российская империя) — генерал-майор Русской императорской армии. Отличился при формировании Земского войска и обучении его ратников во время Русско-прусско-французской войны 1806—1807 годов. Герой Отечественной войны 1812 года, активный деятель при формировании и командир подразделений Петербургского и Новгородского народных ополчений. Отличился во многих сражениях, как на территории России, так и во время заграничных походов русской армии. Кавалер русских и иностранных орденов. На гражданской службе — действительный камергер, в разные годы придворный, дипломат, а также высокопоставленный чиновник министерства полиции.
Видный масон высших степеней посвящения, основатель и мастер стула ложи «Соединённые друзья», великий мастер Великой директориальной ложи «Владимира к порядку» в Санкт-Петербурге.
В масонстве носил имя — «Рыцарь венчанного креста», девиз — «Вскоре ярче заблестит».

## Биография

### Детство и ранние годы жизни
Происходил из дворян Санкт-Петербургской губернии, старший сын обер-гофмейстера екатерининского двора Александра Алексеевича Жеребцова (1754—1807) и знаменитой красавицы-авантюристки Ольги Александровны Жеребцовой (урождённой Зубовой), которой на момент его рождения исполнилось 15 лет. Как тогда было принято в среде высшей военной аристократии, Александра ещё младенцем записали в полк, дабы выслуга лет началась как можно раньше — в марте 1782 года он был записан каптенармусом в лейб-гвардии Измайловский полк. 21 апреля 1785 года переведён сержантом в лейб-гвардии Семёновский полк.
Семья его проживала в Санкт-Петербурге, а на лето перебирались с детьми в большое благоустроенное имение Жеребцовых Ровное-Новоблагодатное. В то время как отец Александра увлёкся делами имения, молодая мать по примеру своих братьев с головой окунулась в водоворот блестящих придворных развлечений и изощренных интриг. На фоне бурных приключений муж и дети стали занимать столь незначительное место в её жизни, что со временем родители стали жить и вовсе раздельно. Александр остался с отцом, сестрой Елизаветой и братом Николаем в имении Ровном, а мать — в Петербурге. По всей видимости, он получил хорошее домашнее воспитание и образование.
В 1794 году переведён в лейб-гвардии Преображенский полк сержантом и в августе 1795 года получил чин прапорщика гвардии, «перепрыгнув», таким образом, из низшего унтер-офицерского звания сразу в 12-й класс Табели о рангах.

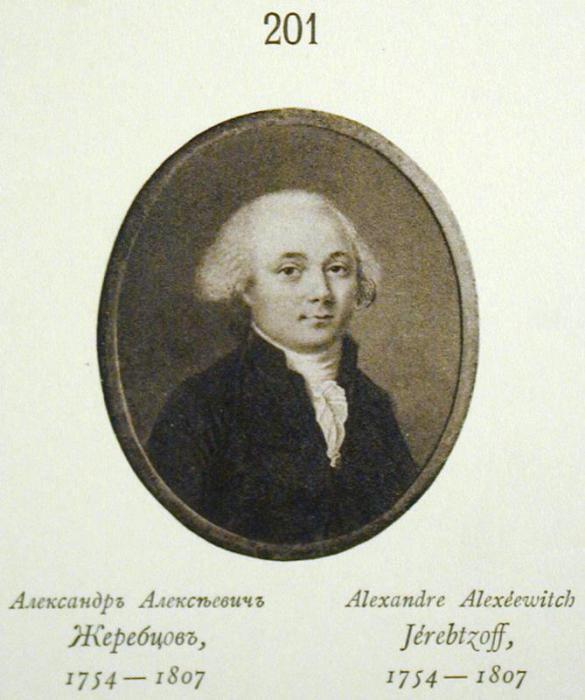
Отец А. А. Жеребцов
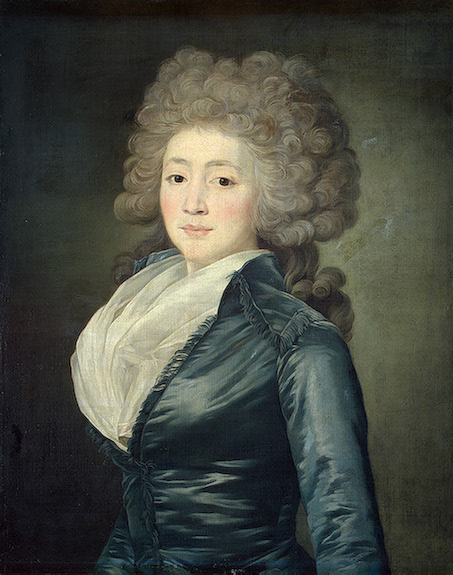
Мать О. А. Жеребцова

### Придворный и дипломат
В 1796 году оставил военную службу и определён камер-юнкером состоять в числе шести придворных при великой княгине Анне Фёдоровне, супруге великого князя Константина Павловича. Согласно табели о рангах, выслуга лет между 12-м и 5-м классом должна была составить не менее 21 года. Поэтому пожалование 15-летнего юноши таким чином могло произойти только по решению императрицы, чему, очевидно, способствовали и заслуги его отца, и влияние могущественного клана Зубовых. 4 апреля 1798 года пожалован в действительные камергеры.
Мать Александра Жеребцова была одной из вдохновителей и активной участницей заговора с целью отстранения от власти непопулярного императора Павла I. Она служила посредницей между заговорщиками и своим любовником, английским посланником лордом Уитвортом, обещавшим им финансовую поддержку британского правительства. Кроме того, она обеспечивала прикрытие встреч заговорщиков на своих пышных светских собраниях, однако накануне выступления в последние дни февраля 1801 года предусмотрительно уехала за границу. Дядья Александра Александровича, все братья Зубовы, за исключением Дмитрия Александровича активно участвовали в подготовке и осуществлении дворцового переворота. В ночь мятежа с 11 на 12 марта 1801 года граф Валериан командовал третьим батальоном Семёновского полка сил заговорщиков. Другой его дядя, граф Николай и вместе с Леонтием Леонтьевичем Беннигсеном возглавил группу из 12 офицеров, ворвавшихся в спальню императора в Михайловском замке, он же нанёс первый удар, оглушивший жертву. Среди этих офицеров присутствовал и самый известный из братьев Зубовых — князь Платон, последний фаворит Екатерины II. В перевороте участвовал и другой будущий родственник Александра Жеребцова — тогда полковник Николай Михайлович Бороздин, впоследствии женатый на его сестре Елизавете.
В Данциге Ольга Жеребцова получила известие о смерти Павла, а также о том, что с её сын Александр, ставший действительным камергером, отправлен новым императором с дипломатической миссией — уведомить прусского короля Фридриха Вильгельма III о кончине отца и своём вступлении на престол. Мать и сын встретились в Берлине, где сначала отрицали любую свою причастность к заговору, но спустя несколько дней стали открыто бахвалиться этим. Александр Александрович позволял себе в обществе восторгаться избавлением от непопулярного императора в таких выражениях, что возмутились даже те русские, кто эмигрировали в Пруссию из-за оппозиции к покойному государю. Король, испытывавший отвращение к факту убийства Павла, считал такое поведение не совместимым с дипломатической этикой и находился в затруднении, как ему принять такого посланца. В конце концов, 18 апреля 1801 года Жеребцов был удостоен королевской аудиенции, где ему был оказан чрезвычайно холодный прием.
5 апреля 1802 года молодой дипломат, продолжая вояж по Европе, проследовал вместе со своим секретарём через Нанси, направляясь в Париж. Там он продолжил службу консулом и вернулся в Россию в следующем 1803 году.

### В народном ополчении (1806—1807)
Во время Русско-прусско-французской войны отличился при формировании Земского войска и обучении его ратников. Это народное ополчение было созвано в конце ноября 1806 года императорским манифестом в связи с угрозой вторжения наполеоновской армии в Россию после полного разгрома союзных прусско-саксонских войск. Санкт-Петербургской губернии было предписано собрать, экипировать и обучить 3196 ратников. Камергер Жеребцов, опираясь на поддержку дяди по отцу Алексея Алексеевича Жеребцова, крупного помещика и бессменного с 1798 года предводителя дворянства Ямбургского уезда, весьма преуспел в этой задаче. В сентябре 1807 года в связи с окончанием войны и заключением Тильзитского мира Александр I распустил ополчение.

### На гражданской службе (1809—1814)
В апреле 1809 года императорским указом всем придворным в чине камергера, не занимающим постов на государственной службе, было предписано, сохранив этот чин, выбрать себе военное или гражданское поприще, либо уйти в отставку. В связи с этим в октябре того же года действительный камергер Жеребцов поступил в Министерство внутренних дел товарищем управляющего Экспедицией государственного хозяйства, статского советника Н. Д. Жулковского. В марте 1810 года перешёл во вновь сформированное Министерство полиции на должность товарища управляющего Второй экспедицией статского советника Г. Г. Пшеничного и оставался в ней, по меньшей мере, до 1811 года. На 17 января 1812 год в Министерстве полиции не числился, но уже в декабре того же года значился там как чиновник по особым поручениям. Оставаясь на этой должности по меньшей мере до декабря 1814 года, он всё это время фактически находился в действующей против Наполеона армии, командуя ополчением.

### Отечественная война 1812 года и заграничный поход русской армии
В связи с началом Отечественной войны он вместе с дядей А. А. Жеребцовым, ставшим к тому времени предводителем дворянства, вновь принялись ратовать за сбор земского войска. 17 июля 1812 года вдохновлённое ими дворянское собрание Петербургской губернии постановило вновь начать набор и обучение, и избрало его начальником М. И. Кутузова. Сам Александр Александрович 19 августа возглавил с мундиром и полномочиями генерал-майора 4-ю дружину Петербургского земского ополчения. С ней он 6—8 октября отличился в сражении под Полоцком, где с особой храбростью и хладнокровием водил своих воинов в атаки и контратаки на укрепления противника, и там под жестким батарейным огнем «служил примером твердости и неустрашимости». Позднее, будучи прикомандирован к Могилевскому пехотному полку, отличился в боях под Чашниками. При разделении ополчения на бригады определён начальником 2-й бригады, с которой участвовал в сражениях при Батуре, Студянке и Старом Борисове, где:

<…>был везде первый, подавал пример своим подчиненным, высылал стрелков, не упуская их поддерживать и во всех важных и опасных случаях находясь сам, благоразумным своим распоряжением отвращал все могущие произойти от того невыгодные для нас последствия, нанося неприятелю величайший вред— генерал от кавалерии П. А. Витгенштейн
14—17 ноября 1812 года отличился в боях на реке Березине.
В начале 1813 года Петербургское ополчение под его командой влилось в корпус Витгенштейна, который с 12 января 1813 года приступил, совместно с прусскими войсками, к блокаде города и крепости Пиллау. 8 февраля французский гарнизон сдался на условиях почётной капитуляции. Затем камергер Жеребцов был назначен начальником Новгородского ополчения, и был направлен на его переформирование. Приведя новгородцев под стены Данцига, принял участие в его осаде в составе корпуса герцога А. Вюртембергского. В апреле того же года отличился при отражении попытки части гарнизона прорвать линию осаждавших крепость русско-прусских войск и пробиться к прибывшим в Данциг датским и голландским судам. Позднее участвовал в переговорах с осаждёнными, которые завершились капитуляцией крепости 18 декабря 1813 года. На следующий день герцог поручил камергеру А. А. Жеребцову политически важную миссию — доставить государю ключи от ворот Данцига. Целью её была демонстрация союзникам того, что город покорился именно русским войскам. Александр I милостиво принял посланца и через месяц отпустил в расположение герцога, куда Жеребцов прибыл 20 января 1814 года.

### Послевоенные годы (1814—1828)
После окончания военных действий состоял при начальнике 5-й пехотной дивизии в Митаве, где 19 мая 1815 года переименован из действительного камергера в генерал-майоры со старшинством от 1 июня 1813 года (позднее старшинство было повелено считать с 19 августа 1812 года). По свидетельству некоторых современников, его красавица-жена Александра Петровна (урождённая княжна Лопухина) осталась в Санкт-Петербурге и в отсутствие мужа стала с 1816 года фавориткой императора Александра I. В ноябре того же года Жеребцов назначен командиром 3-й бригады 5-й пехотной дивизии. Затем последовательно командовал бригадами в 6-й и 2-й пехотных дивизиях. В сентябре 1821 года освобожден от должности и определён состоять по армии, а в 1828 году вышел в отставку.

### Последние годы жизни, смерть

Памятный знак 2013 года на могиле генерал-майора А. А. Жеребцова

Последние годы генерал-майор А. А. Жеребцов провел в родовом имении «с. Кикине с деревнями Нижнее и Верхнее Болваново, Ермаки, Теренино, Федосово» Юхновского уезда Смоленской губернии (ныне Тёмкинский район Смоленской области) — всего около 1000 душ крепостных крестьян. Вотчину эту получил за многочисленные заслуги в 1757 году от императрицы Елизаветы Петровны его дед, генерал-поручик А. Г. Жеребцов. Дед и отец много жертвовали на церковь. В частности, на средства Жеребцовых был построен каменный храм во имя Св. Архистратига Михаила, руины которого сохранились в Кикино до наших дней. Следуя традициям своих предков и принципам масонской благотворительности, генерал-майор Жеребцов подарил пятерых крепостных крестьян и небольшой участок земли местному священнику Хрисандру Рыкалову, которому особенно он благоволил. Село это в 1826 году с приданым перешло к его дочери княгине О. А. Орловой, а уже в 1830 году им владел его зять граф А. Ф. Орлов.
Умер в 1832 году, довольно рано для своих 51—52 лет (точная дата смерти не установлена). По свидетельству архимандрита Фотия (Спасского), который был ярым гонителем масонов и сектантов, он покончил жизнь самоубийством, якобы вследствие пагубного влияния учения вольных каменщиков. Однако самоубийц обычно хоронят вне территорий православных храмов, как тяжких грешников. Это противоречит тому обстоятельству, что его могила находится у храма Одигитрии на территории Иоанно-Предтеченского монастыря в Вязьме. Её описание, относящееся к дореволюционному периоду, дал известный мемуарист русский эмиграции Н. В. Волков-Муромцев: «Невысокая бронзовая колонна, на которой сложены ружья, сабли, полусвернутое знамя, а надо всем этим кивер<…>».

## Масонская деятельность Жеребцова
В 1802 году, пока юный камергер Жеребцов совершал свой дипломатический вояж к европейским дворам, его отец вместе с опытным масоном майором К. О. Оде-де-Сионом (оба давние клевреты семьи Зубовых) учредил масонскую ложу «Соединённых друзей». За образец была взята парижская ложа XVIII века «Les Amis Réunis», а местом собраний выбран петербургский особняк Жеребцовых на Английской набережной, 52.
Жеребцов-старший стал мастером стула ложи, но годом позже решил отойти от дел и передать свою должность старшему сыну, который очень кстати вернулся из Европы. Вследствие одинакового французского (без отчества) написания имён — фр. Alexandre Jérebtzoff, различить отца и сына в документах ложи не представляется возможным, поэтому некоторые позднейшие исследователи называют Жеребцова-младшего старым французским масоном, хотя ему исполнилось на тот момент лишь 22 года. Молодой человек с воодушевлением погрузился в масонское учение, постепенно приобретая под руководством своего отца и других опытных офицеров опыт и авторитет, необходимые для исполнения роли мастера стула. Поскольку члены ложи «Соединённых друзей» — представители придворной и военной элиты Российской империи, в большинстве своём были старше его, как минимум, на 10 лет, была придумана легенда о том, что именно он, вступив в братство вольных каменщиков в Париже и получив там посвящение в мастерскую степень, привёз с собой акты французской системы, на основании которых и была инсталлирована ложа.
Будучи изначально независимыми от какой-либо масонской юрисдикции, «Соединённые друзья» представляли собой скорее подобие закрытого аристократического клуба, нежели ложу строгих послушаний. Многочисленные отклонения от общепринятых принципов и правил братства вольных каменщиков, которые в ней допускались, а также беспокойный, шумный и даже вольнодумный характер её собраний снискали среди прочих масонов «недобрую славу» с точки зрения нравственности. Становление в такой организации сделало Жеребцова-младшего довольно поверхностным масоном, о чём позднее даже докладывал императору один из виднейших её членов министр полиции Балашов: «<…>учения в них [ложах „Соединённых друзей“ и „Палестины“] мало, и предмету никакого<…>», а их руководители — Жеребцов и Виельгорский «<…>никакой точной цели не имеют и масонской тайны никакой не ведают.» Впрочем, это не помешало обоим с годами стать одними из наиболее авторитетных фигур «золотого века» масонства в России и возглавлять высшие организации братства вольных каменщиков на протяжении многих лет.
В 1810 году правительство решило навести порядок в деятельности масонских лож, и к 1811 году «терпимой» были признаны лишь директориальная ложа «Владимира к порядку» во главе с И. В. Бёбером и связанные с ней ложи шведской системы. Под давлением властей возглавляемая Жеребцовым ложа «Соединённых друзей» была вынуждена присоединиться к союзу директориальной ложи и принять шведскую систему, а свои собрания перенести из частного дома Жеребцовых в официальный масонский храм. Под эти нужды была отведена пустующая крипта Мальтийской капеллы Воронцовского дворца на Садовой улице, куда незадолго перед тем переехал Пажеский корпус, где Оде-де-Сион служил инспектором классов. Он же временно исполнял обязанности мастера стула ложи «Соединённых друзей», в годы Отечественной войны и Заграничных походов русской армии, пока генерал-майор Жеребцов находился в действующих войсках.
26 ноября 1815 года по инициативе генерал-майора А. А. Жеребцова директориальная ложа «Владимира к порядку» приняла постановление о возобновлении после 22-летнего перерыва работ старинной ложи «Трёх коронованных мечей» (нем. von drei gekrönten Schwertern) в Митаве, где он тогда служил. Впрочем, лифляндский генерал-губернатор маркиз Ф. О. Паулуччи не давал разрешения, и она долгое время существовала фактически вне закона. Несмотря на частые отлучки из Санкт-Петербурга по служебным делам, авторитет Жеребцова в масонском обществе оставался столь высоким, что его неоднократно заочно переизбирали великим мастером директориальной ложи «Владимира к порядку», а также досточтимым мастером «Соединённых друзей» и целого ряда других лож и высших масонских организаций:

<…>пять лож, а именно 1-я «Елизаветы к добродетели», 2-я «Соединённых друзей», 3-я «Пламенеющей звезды», 4-я «Трёх коронованных мечей» в Митаве и 5-я «Трёх добродетелей»<…> работают единообразно по древним ритуалам и законам ордена, известным в России, и находятся под управлением Великой провинциальной ложи, в которой по неограниченной любви и доверенности братьев избран я великим мастером и по званию сему пекусь о порядке работ в Ложах сих, за который и отвечаю, зная совершенно, каким духом они ведомы.
Ложи, под управлением Великой провинциальной ложи находящиеся, разделяются на три степени, называющиеся Иоанновскими.
Сверх оных есть высшие степени<…> Оные степени разделяются на четыре следующим образом. 4-я и 5-я принадлежат или, лучше сказать, составляют Шотландские ложи «Сфинкса» и «Св. Георгия», управляемые Шотландскою директориею, в коей я президент; 6-я и 7-я составляют Капитул Рыцарей храма, в коем я великий префект.
Все сии три отделения ордена свободных каменщиков находятся под Светом ордена, составленного из 9 членов, и старших братьев, пекущихся о сохранении порядка во всех трёх отделениях. Старший брат между нами Иван Васильевич Бёбер. Но управление всего состава и ответственность пред правительством лежит на ложе яко на великом префекте капитула и великом провинциальном мастере.— Письмо великого мастера провинциальной ложи А. А. Жеребцова в Министерство внутренних дел о целях и задачах масонства, 1 октября 1816 года.
19 сентября 1816 года на экстраординарном собрании директориальной ложи «Владимира к порядку» великий мастер А. А. Жеребцов объявил о её закрытии и создании на её месте «Великой провинциальной ложи». Но эта косметическая мера не могла остановить упадок в котором она к тому времени находилась — многие братья и целые ложи стали переходить к недавно признанному властями сопернику — союз Великой ложи «Астрея», отличавшейся более либеральными порядками. Ложа «Соединённых друзей» также проголосовала за союз с «Астреей». Вскоре разгорелся скандал: брат Оноре Жозеф Дальмас, секретарь «Провинциальной ложи» попытался продать за 300 рублей мастерский патент какой-то недостойной персоне. Жеребцов в этой ситуации попытался защитить Дальмаса, как заслуженного масона, что вызвало возмущение братства и послужило окончательным поводом к отложению ложи «Соединённых друзей» от союза с «Великой провинциальной», что и произошло 28 февраля 1817 года. 27 марта 1817 года Жеребцов в своём письме из Митавы попросил о сложении с себя полномочий великого мастера «Великой провинциальной ложи» и досточтимого мастера ложи «Соединённых друзей», как недостойного в связи с упомянутым выше скандалом. При этом он сообщил, что желает остаться членом митавской ложи «Трёх коронованных мечей», которая пока ещё сохраняла верность этому союзу. Однако братья его отказ от должности не приняли и 5 октября того же года вновь заочно переизбрали префектом капитула «Феникс» — управляющего учреждения высших масонских степеней «Великой провинциальной ложи».
Однако в 1818 году ложа «Трёх коронованных мечей» так же перешла в союз «Астреи». Таким образом, все ложи, членом которых состоял Жеребцов, покинули «Великую провинциальную ложу», и по её законам он не имел права более занимать пост в капитуле. Поэтому 13 ноября 1818 года на собрании капитула было принято решение не считать больше Жеребцова ни его председателем, ни членом верховного совета (еще одного высшего органа управления этого союза), направив ему благодарственный адрес за годы нахождения в союзе великой провинциальной ложи. На этом документальные свидетельства его масонской деятельности обрываются.

## Награды
- В 1802 году стал командором ордена Св. Иоанна Иерусалимского[8].
- За успехи при формировании Земского Войска (1806—1807) был удостоен ордена Святой Анны II степени[39].
- 1812 год:
  - За второе сражение под Полоцком — награждён орденом Святой Анны III-й степени «за особенную храбрость и хладнокровие»[21];
  - За бой под Чашниками — удостоен Высочайшего благоволения и ордена Святого Владимира 4-й степени[21];
- 29 октября (10 ноября) 1813 года — орден Святого Георгия IV степени за «отличную храбрость» в боях на реке Березине.
- В 1814 году награждён за участие в разгроме французов:
  - золотой шпагой «За храбрость» с алмазами;
  - орденом Святой Анны I-й степени;
  - прусским орденом Красного Орла.
- После роспуска ополчения ратники поднесли ему золотую медаль с лавровым венком и алмазами.

## Память
- Имя генерал-майора Жеребцова высечено среди 11 тысяч георгиевских кавалеров на одной из мраморных досок между витых колонн Георгиевского зала Московского Кремля[40].
- После Октябрьского переворота надгробный памятник Жеребцову в Вязьме был демонтирован, а сама могила утеряна. Захоронение генерал-майора было обнаружено лишь при проведении реставрационных работ на территории Иоанно-Предтеченского монастыря в конце 1970-х годов вяземским реставратором А. И. Степочкиным. В июне 2013 года в присутствии главы городской администрации на его могиле был торжественно открыт новый памятник[40].

## В литературе

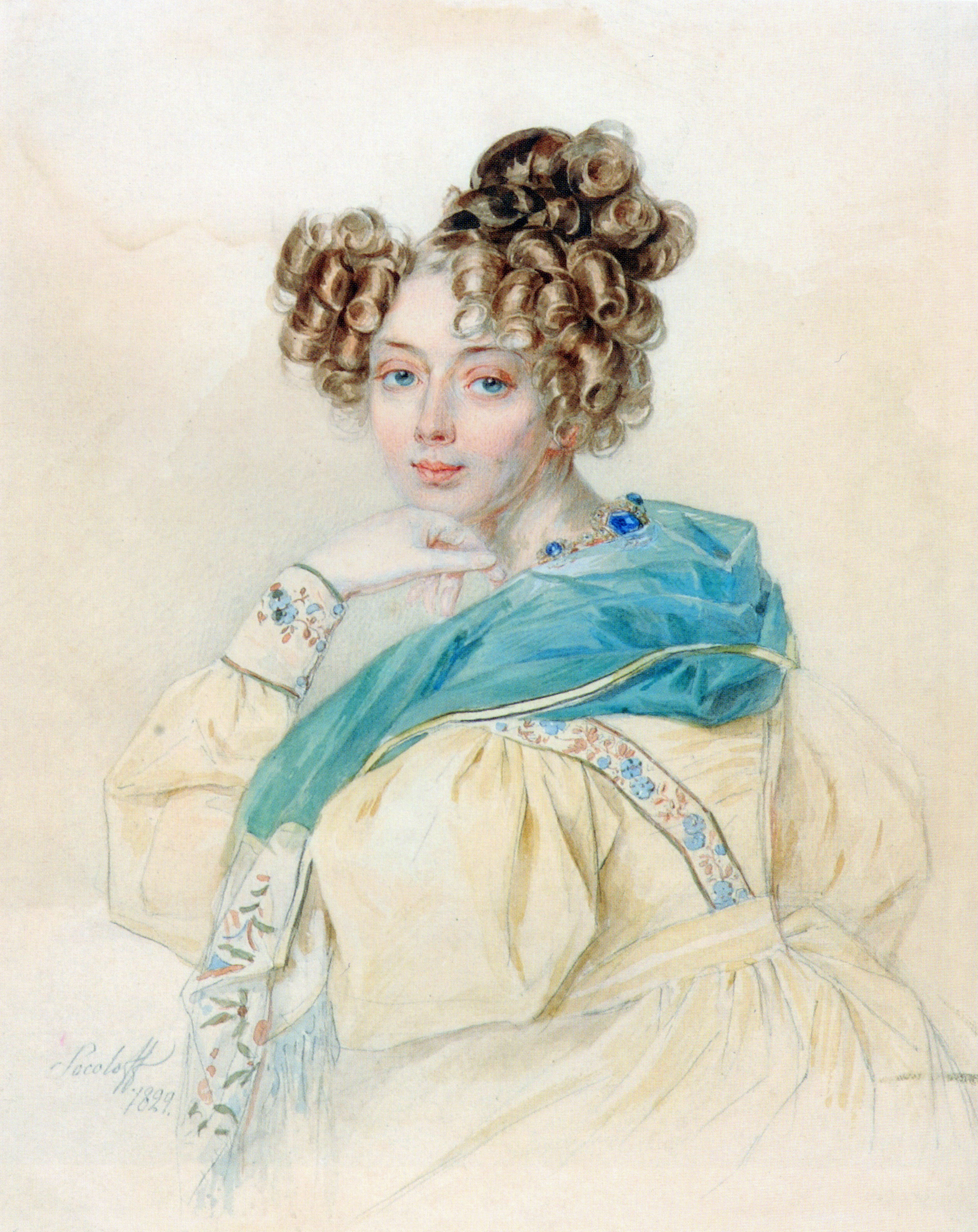
Дочь Ольга на акварели П. Ф. Соколова (1829)

Литературовед-любитель С. А. Павлинов (1951—1998) в своей книге «Тайнопись Гоголя: „Ревизор“» высказывает предположение о том, что эта комедия является завуалированной пародией на масонские ритуалы и непосредственно на ложу «Соединенных друзей», а в образе городничего А. А. Сквозника-Дмухановского Гоголь вывел её мастера стула — А. А. Жеребцова. По мнению Павлинова на это указывают совпадение инициалов Жеребцова и гоголевского героя, а в его фамилии (Сквозник-Дмухановский) читается неполная анаграмма названия ложи «Соединённых друзей». Некоторые места пьесы автор «Тайнописи» связывает с различными эпизодами «послужного списка» упомянутого выше губернского предводителя дворянства Петербургской губернии Алексея Алексеевича Жеребцова, ошибочно принимая его за племянника — Александра Александровича. Кроме того, Павлинов видит скрытый намек на фамилию Жеребцова в том, что в конце пьесы Городничего несколько раз подряд называют «сивым мерином».

## Семья и потомки
В 1804 году женился на княжне Александре (1788—1852), дочери сенатора светлейшего князя Петра Васильевича Лопухина — младшей сестре фаворитки Павла I. Овдовев в 1832 году, Александра Петровна вскоре вышла замуж за А. А. Ржевуского, младше себя на 13 лет.
Ольга Александровна (1807—1880) — была единственным ребёнком в семье генерал-майора Жеребцова. Позднее она стала женой известного николаевского вельможи князя А. Ф. Орлова, увлекалась нумизматикой. Её единственный сын генерал-лейтенант князь Н. А. Орлов, внук А. А. Жеребцова, участвовал в Крымской войне и был видным дипломатом.

## Комментарии
1. ↑  Для производства в чины выше статского советника (5-й класс табели о рангах) никакого срока выслуги лет не полагалось, пожалование в эти чины зависело от решения императора.
2. ↑  По некоторым сведениям, средства выделенные на поддержку заговора должны были быть переданы через Ольгу Жеребцову, чего в действительности так и не случилось.
3. ↑  Владел мызой Рабитицы и усадьбой Мануйлово (Прибылое).
4. ↑  Исключения составляют только освидетельствованные врачами душевно больные, которые наложили на себя руки в приступе безумия. Однако документальных подтверждений такой болезни генерал-майора Жеребцова до сих пор не обнаружено.
5. ↑  При этом Волков-Муромцев допустил целый ряд ошибок, утверждая, что Жеребцов был полковником — командиром Перновского полка, и погиб в 1812 году в сражении под Вязьмой. Ни одно из этих утверждений не соответствовало действительности[28].
6. ↑  Об этом свидетельствует подпись Оде-де-Сиона, как Vénérable… par interim с фр. — «временно исполняющего обязанности досточтимого мастера», на масонском дипломе ложи «Соединённых друзей» некоего майора ван Опсталла (фр. van Opstall) от 18 декабря 1812 года[36].

### Книги
- Брачев В. С. Масоны в России: от Петра I до наших дней. — СПб. : Стомма, 2000.
- Большая энциклопедия : Масоны = По изданию 1914 г. — М. : Гелеос, 2007. — Т. 2. — 336 с. — 3000 экз. — ISBN 978-5-8189-0949-3, 978-5-8189-0951-6.
- Словарь русских генералов, участников боевых действий против армии Наполеона Бонапарта в 1812—1815 гг. // Российский архив. История Отечества в свидетельствах и документах XVIII—XX вв. : Сборник. — М.: студия «ТРИТЭ» Н. Михалкова, 1996. — Т. VII. — ISSN 0869-20011. (Комм. А. А. Подмазо)
- Der Tod Paul's I. nach Bignon / Louis Pierre Édouard Bignon // Archiv für Geschichte und Literatur :  [нем.] / Friedrich Christoph Schlosser, Gottlob Aug. Bercht. — Frankfurt am Main : Verlag der Brönner'schen Buchhandlung (S. Schmerber), 1830. — Bd. 1. — 330 S.
- Месяцослов с росписью чиновных особ в государстве, на лето от рождества Xристова 1802 :  [рус. дореф.]. — СПб. : Императорская Академия наук, 1802. — 578 с.
- Месяцослов с росписью чиновных особ, или общий штат Российской империи на лето от рождества Xристова 1809 :  [рус. дореф.]. — СПб. : Императорская Академия наук, 1809. — Т. 1. — 548 с.
- Месяцослов с росписью чиновных особ, или общий штат Российской империи, на лето от рождества Xристова 1811 :  [рус. дореф.]. — СПб. : Императорская Академия наук, 1811. — Т. 1. — 614 с.
- Месяцослов с росписью чиновных особ, или общий штат Российской империи, на лето от рождества Xристова 1812 :  [рус. дореф.]. — СПб. : Императорская Академия наук, 1812. — Т. 1. — 614 с.
- Месяцослов с росписью чиновных особ, или общий штат Российской империи, на лето от рождества Xристова 1813 :  [рус. дореф.]. — СПб. : Императорская Академия наук, 1813. — Т. 1. — 688 с.
- Месяцослов с росписью чиновных особ, или общий штат Российской империи, на лето от рождества Xристова 1815 :  [рус. дореф.]. — СПб. : Императорская Академия наук, 1815. — Т. 1. — 745 с.
- М. И. Кутузов. : Сборник документов и материалов / под ред. Л. Г. Бескровного. — М. : Военное издательство, 1954. — Т. 4 Ч. 1. — 550 с.
- Пыпин, Александр Николаевич. Масонство в России : XVIII и первая четверть XIX в. / По изданию: = Пыпин А. Русское масонство. Пг.: Изд-во «Огни», 1916 / Ред., примеч.: Г. В. Вернадский, С. С. Москаленко. — М. : Изд-во «Век», 1997. — 488 с. — 2000 экз. — ISBN 5-88987-035-1.
- Пыпин, Александр Николаевич. Общественное движение в России при Александре I. — СПб. : Гуманитарное агентство «Академический проект», 2001. — 560 с. — (Пушкинская библиотека). — 1000 экз. — ISBN 5-7331-0145-8.
- фон Фрейман, Отто Рудольфович. Царствование императора Александра I // Пажи за 183 года (1711-1894) : Биографии бывших пажей, с портретами :  [рус. дореф.]. — Фридрихсгамн : Тип. Акц. о-ва, 1894. — Вып. 1. — 952 с. — ББК 63.3(2)5-283.3.
- Exhibits / W. Wonnacott // Ars Quatuor Coronatorum : Being the Transactions of the Quatuor Coronati Lodge No. 2067, London :  [англ.] / Edited for the committee by W.J. Songhurst, P. G. D. — Margate : W. J. Parrett, Ltd., Printers, 1925. — Vol. XXXVIII. — P. 315.
- Из масонских бумаг генерала А. А. Жеребцова / Жеребцов А. А. // Российский Архив : История Отечества в свидетельствах и документах XVIII—XX вв. : Альманах / Редкол.: А. Д. Зайцев, Н. С. Михалков, А. Л. Налепин (гл. ред.), Т. Е. Павлова, Т. В. Померанская, В. И. Сахаров, В. В. Шибаева, О. Ю. Щербакова. — М. : Студия ТРИТЭ: Рос. Архив, 1995. — Т. VI. — 704 с.
- Вигель, Филипп Филиппович. Записки = Записки Филиппа Филипповича Вигеля. Части первая — седьмая. М.: Издание «Русского архива», 1891—1893 / Игорь Захаров. — М. : Захаров, 2003. — Кн. 1. — 608 с. — (Биографии и мемуары). — ISBN 5-8159-0343-4.
- Т. Т. Завирова. Из истории дворянских родов Храповицких и Жеребцовых // Дворянские усадьбы Вяземского района : материалы научно-практической краеведческой конференции, 10-11 октября 2008 г / Дмитрий Евгеньевич Комаров. — Смоленск : Смоленская городская тип., 2009. — 481 с.
- Николай Владимирович Волков-Муромцев. Юность от Вязьмы до Феодосии (1902-1920) // Всероссийская мемуарная библиотека : Наше давнее. — New York : YMCA-Press, 1983. — Т. 1. — 426 с.
- Дмитрий Евгеньевич Комаров. Под Георгиевскими знаменами : очерки истории 3-го гренадерского Перновского полка. — Смоленск : Смоленское областное книжное изд-во «Смядынь», 2002. — 188 с.
- С. А. Павлинов. Тайнопись Гоголя : «Ревизор». — М. : Картография, 1996. — 62 с. — ISBN 5-85576-005-7.
- Dorothea Lieven. Letters of Dorothea, princess Lieven, during her residence in London, 1812—1834 :  [англ.]. — London : Longmans, 1902. — P. 25.
- Зубов, В. П. Павел I / пер. с нем. В. А. Семенова. — СПб. : Алетейя, 2007. — 264 с., 16 с. ил. — ISBN 978-5-903354-57-3.
- Эйдельман, Н. Я. Грань веков : Политическая борьба в России : Конец XVIII — начало XIX столетия / Рецензент: доктор исторических наук Я. Я. Покровский. — М. : Мысль, 1986. — 368 с. — ББК 63.3(2)47-9(С)164.
- Соколовская, Т. О. Тайные архивы русских масонов / Т. О. Соколовская, Д. Д. Лотарева. — М. : Вече, 2007. — 476 с. — (Тайные общества, ордена и секты). — ISBN 978-5-9533-1856-3.

### Статьи
- Карпачёв С. П. Война 1812 г. и русское масонство: статистика и биографика // Вестник московского городского педагогического университета. Серия «Исторические науки» : Научный журнал  / доктор исторических наук, профессор, член-корреспондент РАО В.В. Рябов. — Москва: Научно-информационный издательский центр ГБОУ ВПО МГПУ, 2012. — № 2 (10). — ISSN 2076-9105. Архивировано 27 июня 2014 года.
- Berlin, den 18. April :  [нем.] // Wochentliches Extrablatt der Hanauer Neue Europäische Zeitung : газета. — Hanau, 1801. — № 17 (24 April).
- De Nancy, le 5 Avril :  [фр.] // Journal de Francfort : газета. — Francfort-sur-le-Main : Bureau d'Expédition du Journal, 1802. — № 101 (11 avril).
- Цеглеев Э. А. Земское Войско России 1806-1807 гг. :  [рус.] / Главный редактор: Машковцев Андрей Владимирович // Политика, государство и право. : Научно-практический журнал (Электронный ресурс). — Международный научно-инновационный центр (ООО), 2014. — № 3. — ISSN 2226-5309.
- Виктор Антонов. Здесь ковался заговор... :  [рус.] / Главный редактор Сергей Слободской // «Санкт-Петербургские ведомости» : газета. — Санкт-Петербург, 2008. — Вып. 131 (18 июля).
- Т. Ф. Музычук. Два российских народных гимна в отечественных нотных изданиях / Российская национальная библиотека; по рекомендации науч.-метод. совета Отдела нотных изданий и звукозаписей // Нотные издания в музыкальной жизни России : российские нотные издания XVIII — начала XX в. : сб. источниковедческих трудов. — СПб. : изд-во РНБ, 2003. — Вып. 2.
- Любовь Николаева. Имя в истории России :  [рус.] // Красная искра : газета. — Боровичи, 2012. — № 41. — С. 4.
- «Рабочий путь» составил «SOS-список» старинных церквей Смоленщины :  [рус.] // Рабочий путь : газета. — Смоленск, 2012.
- Анна Раданова. Обретение истории : в Вязьме открыт памятник Герою Отечественной войны 1812 года, генерал-майору А.А.Жеребцову :  [рус.] / Главный редактор Корнаков В.В. // Строчка в точку : газета. — Вязьма, 2013. — № 26.

### Документы
- Государственный архив Смоленской области. Ф. 391. Оп. 1. Д. 6. Л. 147.
- Александр I. 1809. — В: 23.559 — Апреля 3 : О неприсвоении званиям камергера и камер-юнкера никакого чина ни военного, ни гражданского, и об обязанности лиц, в сих званиях состоящих, вступить в действительную службу и продолжать оную по установленному порядку с первоначальных чинов :  [рус. дореф.] // Полное собрание законов Российской империи. — СПб. : Типография II отделения Собственной Его Императорского Величества канцелярии, 1830. — Т. XXX. — С. 899.